# Charles Brandon (1er duc de Suffolk)
Pour les articles homonymes, voir Charles Brandon et Brandon.
Charles Brandon (vers 1484 –  24 août 1545), 1er duc de Suffolk, est un général anglais et un favori d'Henri VIII d'Angleterre qui mena trois offensives à travers la Picardie (en 1513, 1523 et 1544). Il épousa Marie Tudor, sœur cadette d'Henri VIII et veuve du roi de France Louis XII.

## Biographie

### Jeunesse
Charles est le petit-fils du prévôt de la Maison du roi, Sir William Brandon de Wangford et Soham (en) (mort en 1491). Son père, le gonfalonnier (porte-étendard) Sir William Brandon (en), est mort sur le champ de bataille de Bosworth de la main même de Richard III. Orphelin, le nouveau roi Henri VII d'Angleterre l'élève à la cour avec les princes d'Angleterre, en particulier Marie et Henri.
L'historien Dugdale le décrit comme « un homme au physique avenant, au moral d'un grand courage et apprécié pour son caractère par le roi Henri VIII, dont il devint l'un des grands favoris. ». Il exerce d'abord différentes charges au palais, devient Premier Écuyer en 1513, et reçoit par faveur plusieurs fiefs. Le 15 mai 1513, le contrat de mariage avec sa pupille Élisabeth Grey lui apporte le titre de vicomte de Lisle. Toutefois, Élisabeth, une fois majeure, refuse de l'épouser.
Après la formation de la ligue de Malines, il prend part sous les ordres d'Henri VIII au débarquement de Calais (juin 1513) puis s'illustre lors des sièges de Thérouanne et de Tournai. Un agent de Marguerite d'Autriche, gouvernante des Pays-Bas, écrivant de Thérouanne, dépeint à la duchesse le vicomte de Lisle comme un « roi bis » et l'engage à lui écrire une lettre d'amitié.

### Duc de Suffolk

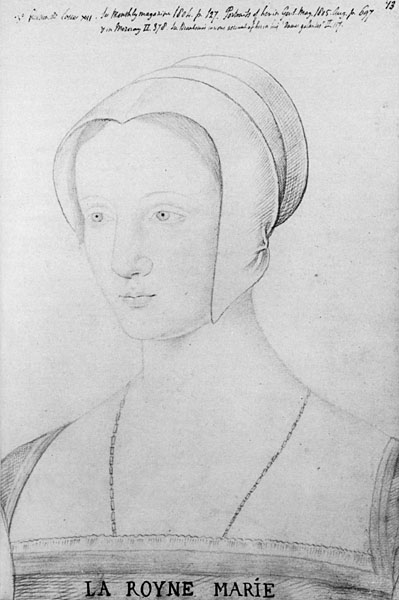
Marie Tudor.

Henri VIII, qui souhaite une union entre son favori et Marguerite, élève Charles Brandon au rang de duc de Suffolk, car la famille de la Pole, titulaire du titre, a été déchue de ses droits après la révolte de John de la Pole, comte de Lincoln (vers 1464-1487). En mars 1514, cependant, le roi d'Angleterre dément auprès du père de Marguerite, l'empereur Maximilien Ier, toute implication de sa part dans ce projet d'union.
Charles Brandon fait partie de la suite de Marie Tudor lorsqu'elle est envoyée en France à 18 ans pour devenir l'épouse de Louis XII (qui en a 52) et reine de France. Suffolk prend part aux tournois organisés lors des noces de Marie avec Louis XII. Il est chargé de différentes négociations avec le roi de France. Mais le mariage ne dure que quelques mois et, à la mort de Louis XII en 1515, Charles Brandon est chargé de féliciter le nouveau roi de France, François Ier.

#### Mariages

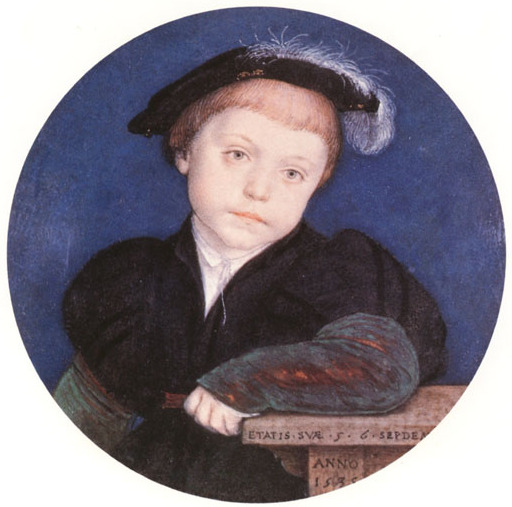
Portrait de Henry Brandon, par Hans Holbein le Jeune.

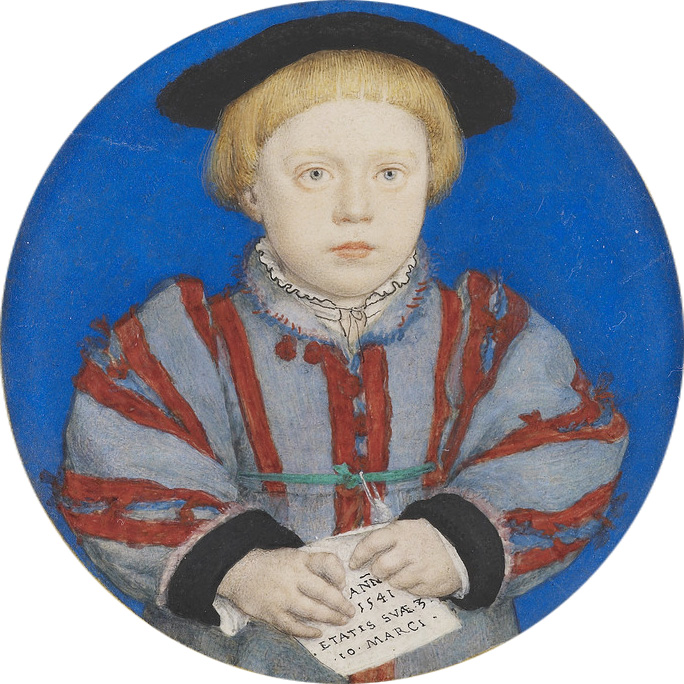
Portrait de Charles Brandon, par Hans Holbein le Jeune.

Devenue veuve, Marie épouse secrètement le duc de Suffolk le 31 mars 1515, sans le consentement d'Henri VIII qui avait d'autres projets matrimoniaux pour sa sœur. Théoriquement, ce mariage avec une princesse royale sans l'accord du roi rend Suffolk coupable de trahison. Henri VIII est furieux et son conseil parle d'emprisonner ou d'exécuter le coupable.
C'est le cardinal Wolsey qui intervient pour épargner à Suffolk la vengeance d'Henri VIII. Le couple consent à reverser 24 000 £ au roi par annuités de 1 000 £, à rembourser toute la dot apportée au roi Louis XII, soit 200 000 £, et à donner le colleret d'or et les bijoux offerts par Louis XII à sa femme en cadeau de mariage. Leur mariage officiel est célébré à Greenwich le 13 mai 1515.
Le duc a déjà été marié deux fois, en premières noces avec Margaret Neville (veuve de John Mortimer) et, en secondes noces, à Anne Browne, avec qui il était déjà fiancé avant son mariage avec Margaret. Anne Browne est morte en 1511 mais Margaret Mortimer, de qui il a obtenu le divorce pour cause de consanguinité, est toujours en vie. Il obtient en 1528 une bulle du pape Clément VII consacrant la légitimité de son union avec Marie Tudor et légitimant les filles qu'il a eues d'Anne Browne, dont l'une, Anne, est envoyée à la cour de Marguerite d'Autriche.
Après son mariage avec Marie, Suffolk vit quelques années à l'écart de la cour, mais il prend part aux festivités du camp du Drap d'Or en 1520. En 1523 il reçoit le commandement des forces anglaises à Calais et envahit le nord de la France avec le comte de Buren, commandant les milices flamandes, mais il renvoie son armée à l'approche de l'hiver.
Contrairement à sa femme, Charles approuve entièrement le divorce d'Henri VIII avec Catherine d'Aragon et, en dépit des services rendus naguère par Wolsey, il n'a aucun scrupule à s'en prendre à ce dernier lorsque sa disgrâce est imminente. Le cardinal, qui connaît bien le passé du duc, lui reprochera son ingratitude :

« Sans moi, simple cardinal, vous n'auriez plus à présent de tête sur vos épaules, ni de langue pour vous permettre de me dénoncer sans remords. »

À la mort de Marie (1533), Charles épouse sa pupille, Catherine Willoughby de Eresby, alors âgée de 15 ans. Il a de cette union deux garçons promis à un grand avenir : Henri (né en 1535) et Charles (né vers 1537), ducs de Suffolk. Mais tous deux meurent de la suette, en 1551, à une heure d'intervalle.

### Homme d'État et soldat
Après la chute de Wolsey, l'influence du duc de Suffolk s’accroît chaque jour davantage. On le dépêche avec Thomas Howard, 3e duc de Norfolk pour exiger les sceaux de Wolsey ; ce sont ces deux mêmes ducs qui annoncent le mariage d'Anne Boleyn et du roi après le divorce de ce dernier d'avec la reine Catherine.
Suffolk a la charge de Lord Grand Intendant (High Steward) lors du couronnement de la nouvelle reine. Il est l'un des envoyés d'Henri VIII pour renvoyer le personnel de la princesse Catherine, une tâche qui l'écœura. Il est partisan de la réforme religieuse du roi, et reçoit une large part des terres confisquées aux communautés ecclésiastiques.
En 1536, il est délégué à la répression des révoltes connues sous le nom de « pèlerinage de Grâce ».
En 1544, Henri VIII le charge à nouveau d'envahir la France. Suffolk s'empare de Boulogne, assiège Montreuil, et ravage les côtes jusqu'à l'estuaire de la Somme.
Il meurt l'année suivante à Guildford, et est enterré à la Chapelle Saint-Georges de Windsor.

### Descendance
- Avec Anne Browne († 1511) :
  - Anne Brandon († 1558) ;
  - Mary Brandon  (1510 – v. 1542).
- Avec Marie Tudor, reine douairière de France :
  - Henri Brandon (11 mars 1516 – 8 mars 1534), 1er comte de Lincoln ;
  - Frances Brandon (16 juillet 1517 – 20 novembre 1559), qui épouse Henry Grey, 3e marquis de Dorset puis duc de Suffolk, et est la mère de Lady Jeanne Grey ;
  - Eleanor Brandon (1519 – 27 septembre 1547), qui épouse Henry Clifford, 2e comte de Cumberland.
- Avec Catherine Willoughby de Eresby (v. 1519 – 1580) :
  - Henry Brandon, 2e duc de Suffolk (18 septembre 1535 – juillet 1551) ;
  - Charles Brandon, 3e duc de Suffolk  (1537/38 – juillet 1551).

## Charles Brandon dans la fiction

### Au cinéma
- 1922 : Sur les marches d'un trône (When Knighthood Was in Flower), film de Robert G. Vignola : Forrest Stanley
- 1953 : La Rose et l'Épée (The Sword and the Rose), film de Ken Annakin : Richard Todd

### À la télévision
- 2009-2010 : Les Tudors, série TV de Michael Hirst : Henry Cavill (saisons 1 à 4)
- 2019 - 2020 : the spanish princess, série TV de Emma Frost et Matthew Graham: Jordan Renzo